# Rachispoda alces
Rachispoda alces är en tvåvingeart som beskrevs av Wheeler 1995. Rachispoda alces ingår i släktet Rachispoda och familjen hoppflugor. Inga underarter finns listade i Catalogue of Life.